# Palazzo Comunale (Strambino)
Il Palazzo Comunale di Strambino è uno storico edificio neoclassico situato nell'omonimo comune in Piemonte.

## Storia
Il palazzo, il cui progetto, attribuito a Francesco Martelli, risale al 1819, venne completato solo nel 1862.
La prima ala, estesa longitudinalmente e che costituisce il lato occidentale della piazza su cui si affaccia il palazzo, fu la prima ad essere completata: non si trattò in realtà di una nuova costruzione, ma di un'opera di ampliamento e riadattamento di alcuni fabbricati preesistenti, acquistati appositamente dal comune.
Il secondo braccio del palazzo venne realizzato fra il 1845 e il 1847; nello stesso periodo stuccatori e pittori decorarono alcune sale interne dell'edificio.
In questa fase il campanile fu eretto solo fino all'altezza del tetto. Solo successivamente, nel 1862, venne ulteriormente alzato per altri 24,50 metri oltre il livello del cornicione; inoltre, nel 1865, vi vennero trasferite le campane della torre comunale precedente, al tempo annessa alla chiesa parrocchiale.

## Descrizione
L'edificio, situato nel centro di Strambino, presenta una pianta a "L" e uno stile neoclassico.

## Galleria d'immagini

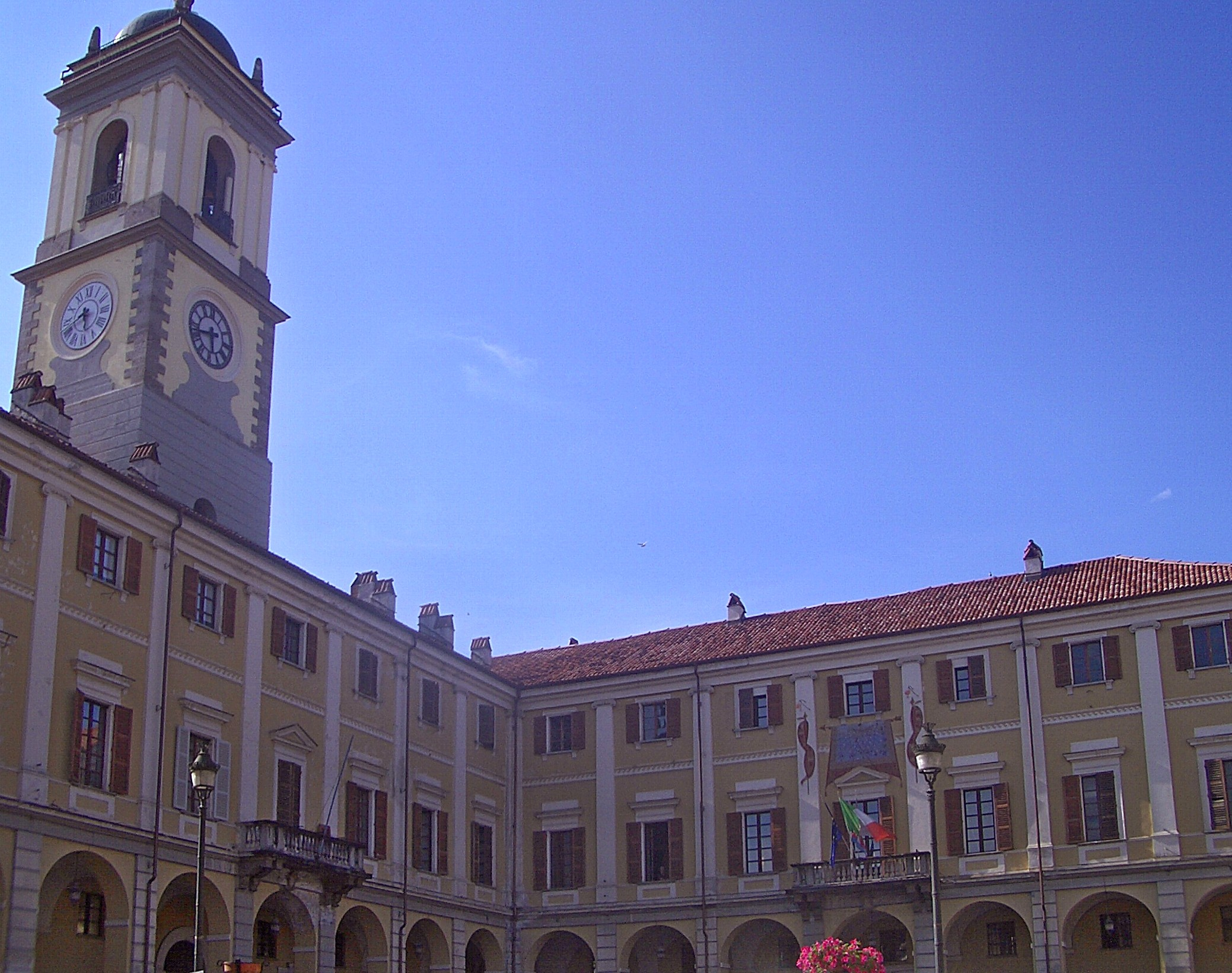
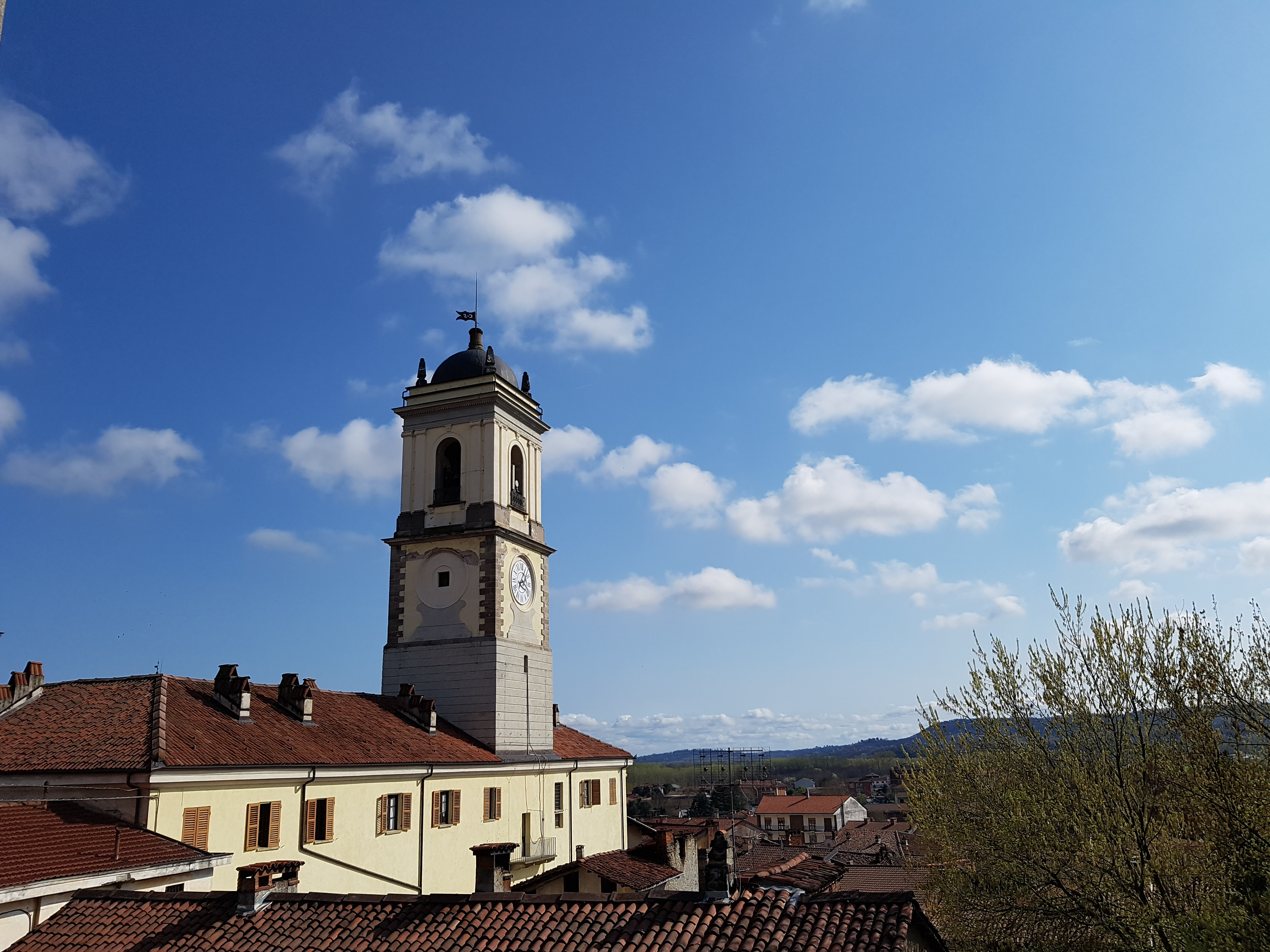
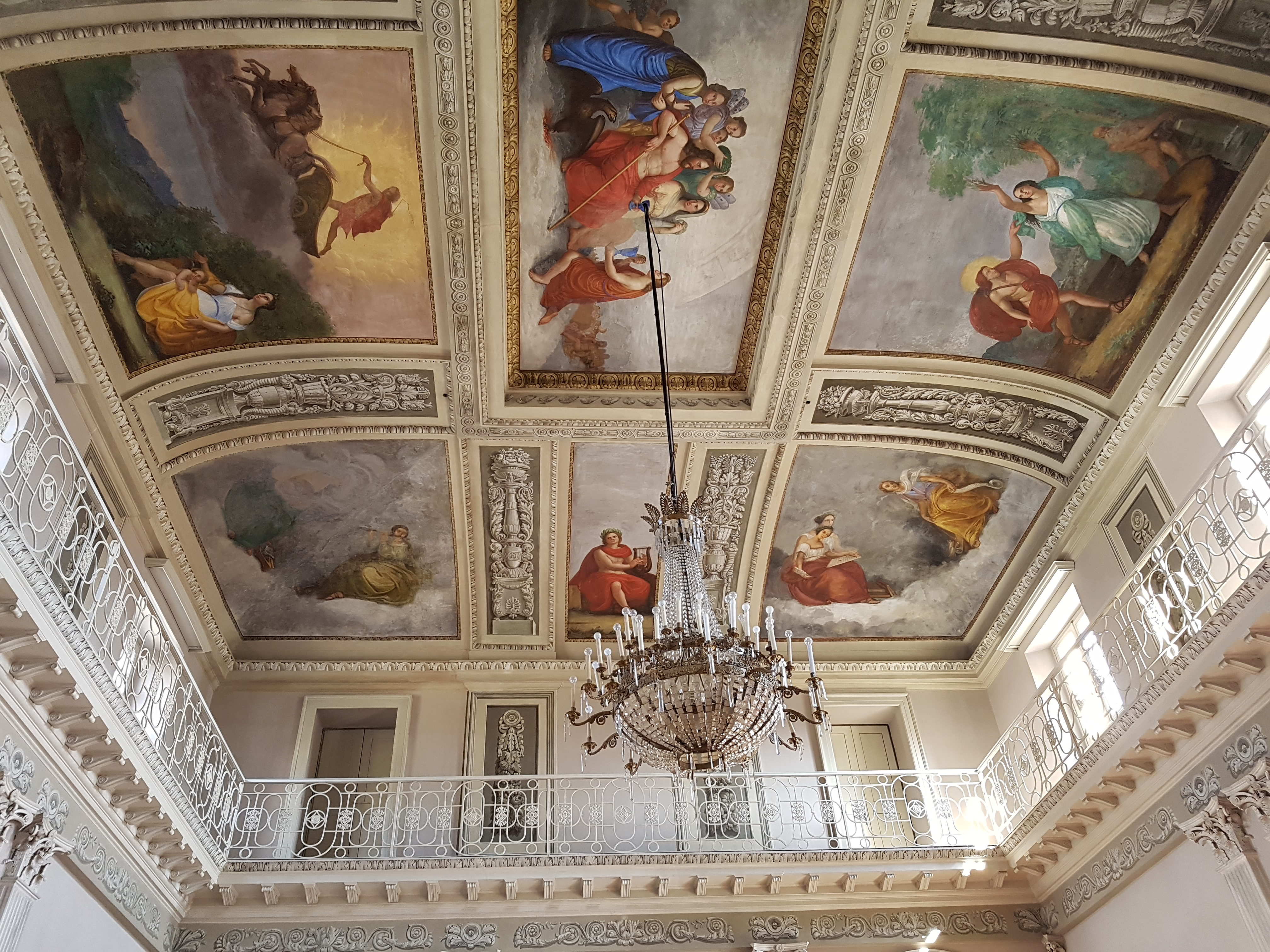